# 神経毒性
神経毒性（Neurotoxicity）とは、生物学的、化学的、物理的な要因により、中枢神経系や末梢神経系の構造や機能に悪影響を及ぼす毒性を指す。ある物質、具体的には神経毒（neurotoxin）や神経毒性物質（neurotoxicant）に曝されることで、神経系の正常な活動が変化し、神経組織に恒久的または可逆的な損傷を与えることで発生する。これにより、脳や神経系の他の部分で信号の伝達や処理を行う細胞であるニューロンが、最終的に破壊されたり、死滅したりする可能性がある。
神経毒性は、臓器移植、放射線治療、特定の薬物療法、娯楽的な薬物使用、重金属への暴露、特定種の毒蛇による咬傷、殺虫剤、特定の工業用洗浄溶剤、燃料、特定の天然物質によって生じる可能性がある。症状は、曝露後すぐに現れる場合もあれば、遅れて現れる場合もある。症状には、手足の脱力感や痺れ、記憶力・視力・知力の低下、制御不能な強迫観念・強迫行為、妄想、頭痛、認知・行動障害、性機能障害などが挙げられる。家庭での慢性的な黴への曝露は、曝露後数ヵ月から数年は現れない神経毒性に繋がる可能性がある。 上記の症状は全て、黴のマイコトキシンの蓄積と一致する。
多くの物質は、神経細胞の死を伴わずに神経認知機能を低下させることがあるため、神経認知機能の低下だけでは、通常、神経毒性の十分な証拠とは見なされない。これは、物質の直接的な作用によるもので、障害や神経認知障害は一時的なものであり、その物質が体外に排出されると解消されることがある。また、特定の量や時間でのみ神経毒性を示す物質もあり、その濃度や暴露時間が重要な場合もある。薬物の長期使用によって神経毒性を引き起こす天然由来の脳毒素としては、βアミロイド（Aβ）、グルタミン酸、ドーパミン、酸素ラジカルなどが挙げられる。これらが高濃度で存在すると、神経毒性や細胞死（アポトーシス）に繋がる。細胞死に起因する症状としては、運動機能の低下、認知機能の低下、自律神経系の機能障害などが挙げられる。さらに、神経毒性は、アルツハイマー病（AD）などの神経変性疾患の主要な原因であることがわかっている。

## 作用機序
神経毒は神経系に悪影響を及ぼす化合物であるため、神経毒が機能するメカニズムとしては、ニューロンの細胞プロセスを阻害することが挙げられる。阻害されるプロセスは、膜の脱分極メカニズムからニューロン間のコミュニケーションまで多岐に渡る。神経細胞が期待された細胞内機能を果たしたり、隣接する細胞に信号を伝えたりする能力を阻害することで、神経毒は、ボツリヌス毒素の場合のように全身の神経系を停止させたり、神経組織を死滅させたりできる。神経毒に曝されてから症状が出るまでの時間は、ボツリヌス毒素の場合は数時間、鉛の場合は数年と、毒物によって異なる。
| 神経毒の分類           | 実例                                 |
| ---------------------- | ------------------------------------ |
| Na+チャネル阻害        | テトロドトキシン                     |
| K+チャネル阻害         | テトラエチルアンモニウム             |
| Cl-チャネル阻害        | クロロトキシン                       |
| Ca2+チャネル阻害       | コノトキシン                         |
| シナプス小胞放出阻害   | ボツリヌス毒素、テタヌストキシン     |
| 受容体阻害             | ブンガロトキシン、クラーレ           |
| 受容体作動             | 25I-NBOMe、JWH-018、5-MEO-DiPT       |
| 血液脳関門阻害         | 水銀                                 |
| 細胞骨格干渉           | ヒ素、アンモニア                     |
| カルシウム媒介細胞傷害 | 鉛                                   |
| 多様な作用             | エタノールおよびメタノール           |
| 内因性神経毒源         | 一酸化窒素、グルタミン酸、ドーパミン |

## 予後
予後は、神経毒への曝露の期間や程度、神経障害の重症度によって異なる。場合によっては、神経毒や神経毒性物質への曝露が命取りになることもある。また、生存していても完全には回復しない場合もあり、治療後に完全に回復する場合もある。